# Ianuarie 2015
Acest articol este generat integral pe baza informațiilor din articolul 2015 și este actualizat periodic de un robot.
 Editările făcute în articol vor fi șterse la următoarea actualizare! Dacă doriți să faceți modificări, editați articolul-sursă.

ianuarie -
februarie -
martie -
aprilie -
mai -
iunie -
iulie -
august -
septembrie -
octombrie -
noiembrie -
decembrie
Ianuarie 2015 a fost prima lună a anului și a început într-o zi de joi.

## Evenimente

Emblema Uniunii Economice Euroasiatice

- 1 ianuarie: Uniunea Economică Eurasiatică intră în vigoare, creând o uniune economică și politică între Rusia, Belarus, Armenia, Kazahstan și Kârgâzstan.
- 1 ianuarie: Lituania a adoptat moneda euro, ceea ce a extins zona euro la 19 țări.
- 1 ianuarie: Letonia a preluat președinția semestrială a Consiliului Uniunii Europene de la Italia.
- 2 ianuarie: Primul satelit românesc, Goliat, și-a încheiat misiunea după ce a reintrat în atmosfera Pământului și s-a dezintegrat.
- 5 ianuarie: Arheologii din Egipt au dezgropat mormântul unei regine necunoscute anterior, Khentakawess III. Mormântul a fost găsit în Abu-Sir, la sud-vest de Cairo, iar arheologii cred că acesta aparține soției sau mamei faraonului Neferefre, care a trăit în urmă cu aproximativ 4.500 de ani.
- 7 ianuarie: Un meteorit de 3 metri în diametru a străbătut cerul României la ora 03:05 și s-a dezintegrat înainte de a atinge pământul. Meteoritul a fost văzut în București, Ilfov, Buzău, Vrancea, Brăila, Vâlcea, Brașov și în afară de lumina puternică și zgomotul exploziei în momentul dezintegrării, nu au existat alte efecte.

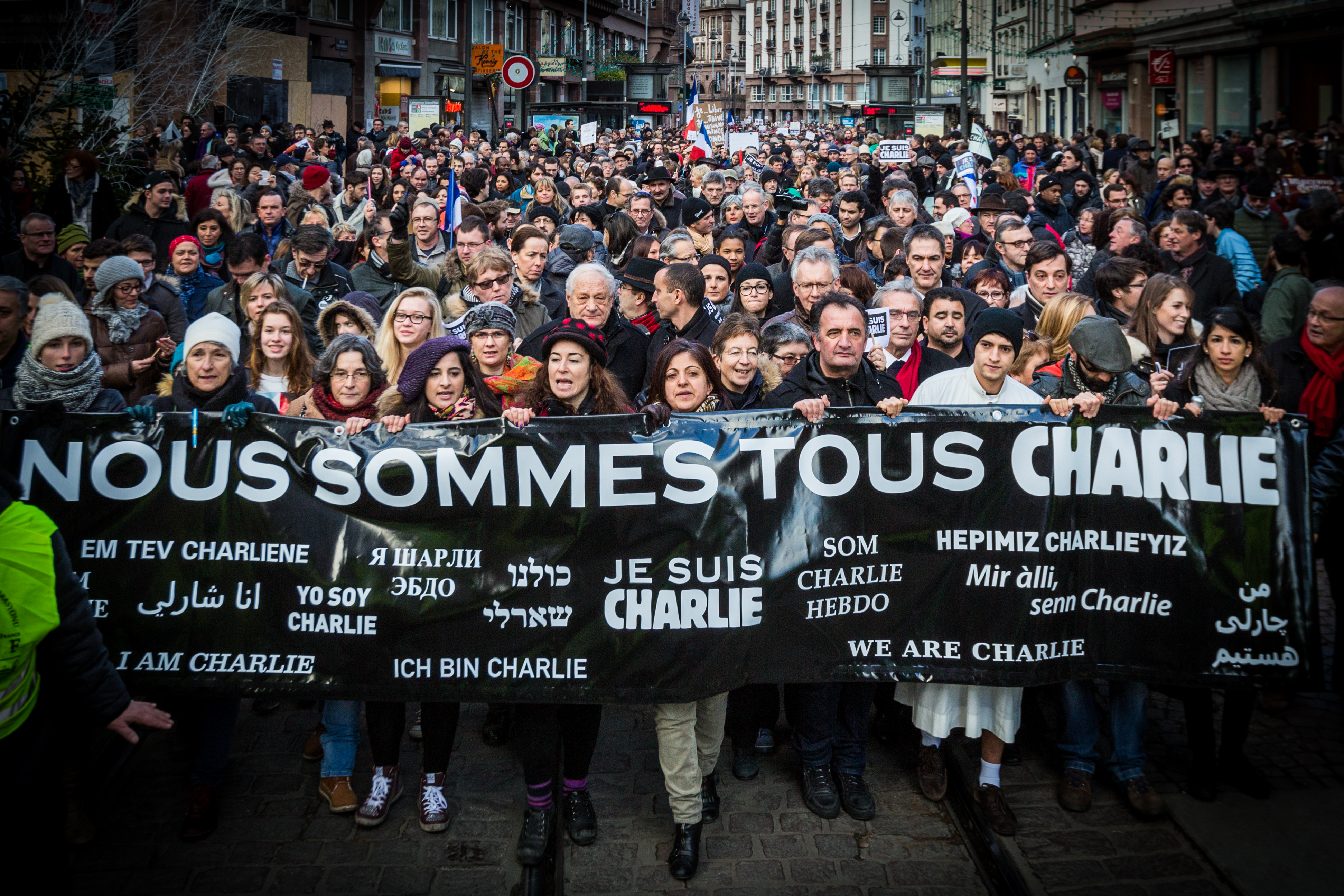
7 ianuarie: Je suis Charlie - sloganul de solidaritate cu victimele atentatului împotriva revistei Charlie Hebdo.

- 7 ianuarie: Atentatul împotriva revistei Charlie Hebdo - sediul ziarului satiric Charlie Hebdo din Paris a fost vizat de un atac cu arme automate, comis de persoane mascate și soldat cu mai multe victime. Au fost ucise 12 persoane, între care doi polițiști și mai mulți jurnaliști renumiți, iar alte unsprezece persoane au fost rănite.
- 8 ianuarie: Sri Lanka: Alegerile prezidențiale au fost câștigate de către Maithripala Sirisena cu 51,3% față de contracandidatul său Mahinda Rajapaksa care a luat 47,6% din voturi.
- 9 ianuarie: Cei doi teroriști implicați în atentatul împotriva revistei Charlie Hebdo sunt uciși de către trupele speciale franceze. Aproape simultan este ucis printr-o intervenție a trupelor speciale franceze și autorul unei luări de ostatici la un magazin evreiesc din Paris. Patru dintre ostatici au fost, de asemenea, uciși.
- 11 ianuarie: Un cotidian din Hamburg, Germania, care a publicat caricaturi cu profetul Mahomed din revista franceză de satiră Charlie Hebdo, a fost ținta unui atac cu un dispozitiv incendiar. Nu s-au înregistrat răniți și două persoane au fost arestate.
- 11 ianuarie: Mii de polițiști și personal militar asigură marșul de solidaritate de la Paris unde sunt așteptați să participe un milion de oameni.
- 11 ianuarie: Croația: Alegerile prezidențiale au fost câștigate de Kolinda Grabar-Kitarović cu 50,74% față de contracandidatul său Ivo Josipović, care a obținut 49,26% din voturile exprimate.
- 12 ianuarie: Cristiano Ronaldo câștigă Balonul de Aur FIFA pentru a doua oară consecutiv.
- 13 ianuarie: Președintele Italiei, Giorgio Napolitano, în vârstă de 89 de ani, a demisionat, așa cum a anunțat încă din 31 decembrie, când a invocat „limitări și dificultăți" din cauza vârstei înaintate.[1]
- 13 ianuarie: Tirajul primului număr al revistei satirice Charlie Hebdo de după atentatul care i-a decimat redacția a fost suplimentat la 5 milioane de exemplare, pentru a face față unei cereri excepționale. Inițial revista anunțase un tiraj de 3 milioane exemplare (față de cele 60.000 în mod obișnuit), care trebuiau să fie difuzate în mai mult de douăzeci de țări, în cinci limbi diferite.[2]
- 15 ianuarie: Parchetul federal belgian a anunțat o vastă operațiune antiteroristă desfășurată în Belgia care a permis arestarea a 15 persoane, dintre care două în Franța, în cadrul destructurării unei celule ce se pregătea să comită atentate pentru „a ucide polițiști". Doi presupuși jihadiști au fost uciși în operațiune, în timpul unui schimb de focuri la Verviers.[3][4]
- 16 ianuarie: Societatea Regală de Științe din Regatul Unit a anunțat că sonda britanică Beagle 2 a fost găsită pe planeta Marte, la 11 ani după ce a fost pierdută. Beagle 2, parte a misiunii Mars Express a Agenției Spațiale Europene pentru descoperirea vieții extraterestre, ar fi trebuit să asolizeze pe Marte în ziua de Crăciun 2003, însă a fost dată dispărută pe 19 decembrie 2003.[5]
- 20 ianuarie: Alegeri prezidențiale în Zambia după decesul președintelui Michael Sata: Edgar Lungu câștigă cu 48,33% în fața lui Hakainde Hichilema 46,67%.
- 24 ianuarie: 30 de morți și peste 45 de răniți într-un atac cu rachete la Mariupol, Ucraina.
- 25 ianuarie: Partidul grec antiausteritate Syriza, a obținut o victorie clară în fața partidului conservator aflat la putere în alegerile legislative din Grecia.[6]
- 26 ianuarie: Ucraina: A fost declarată starea de urgență în regiunile Donețk și Luhansk, unde insurgenții proruși au declarat că au în plan crearea unui front comun.
- 26 ianuarie: Un asteroid cu diametrul de aproximativ 500 de metri, care a primit denumirea de catalog 2004 BL86, a trecut la o distanță relativ mică de Pământ - aproximativ 1,2 milioane de kilometri (de trei ori mai mare decât distanța de la Pământ la Lună). În momentul trecerii s-a putut observa că asteriodul are propria sa „lună", un mic satelit cu diametru de 70 metri. Conform datelor oferite de NASA a fost asteroidul care s-a apropiat cel mai mult de Pământ din ultimii 200 de ani, o situație asemănătoare urmând să se producă în 2027.
- 27 ianuarie: 70 de ani de la eliberarea lagărului Auschwitz.
- 27 ianuarie: Deputații ucraineni (271 din cei 289) au votat un document prin care Rusia este desemnată oficial „stat agresor”.

## Decese
- 3 ianuarie: Muath Al-Kasasbeh, 26 ani, pilot militar iordanian (n. 1988)
- 4 ianuarie: Aurel Găvan, 66 ani, deputat român (1990-1992), primar al municipiului Bârlad (1992-1996), (n. 1948)
- 5 ianuarie: Jean-Pierre Beltoise, 77 ani, pilot francez de Formula 1 (n. 1937)
- 7 ianuarie: Tadeusz Konwicki, 88 ani, regizor și scriitor polonez (n. 1926)
- 7 ianuarie: Rod Taylor, 84 ani, actor australian de film (n. 1930)
- 10 ianuarie: Harry V. Jaffa, 96 ani, filozof, istoric, editor și profesor american (n. 1918)
- 10 ianuarie: Otto Helmut Mayerhoffer, 71 ani, primar al municipiului Roman (1992-1996), (n. 1943)
- 11 ianuarie: Anita Ekberg, 83 ani, actriță italiană de etnie suedeză (n. 1931)
- 13 ianuarie: Valentin Nicolau, 54 ani, geofizician, scriitor și antreprenor român (n. 1960)
- 14 ianuarie: Iván Andrassew, 62 ani, scriitor maghiar (n. 1952)
- 15 ianuarie: Qasim al-Raymi, membru al-Qaeda yemenită (n. 1978)
- 18 ianuarie: Christine Valmy, 88 ani, om de afaceri american (n. 1926)
- 19 ianuarie: Marcu Burtea, 67 ani, senator român (1996-2000), (n. 1947)
- 19 ianuarie: Justin Capră (Virgilius Justin Capră), 81 ani, inventator auto, profesor și inginer român (n. 1933)
- 19 ianuarie: Robert Manzon, 97 ani, pilot francez de Formula 1 (n. 1917)
- 20 ianuarie: Edgar Froese (Edgar Wilmar Froese), 70 ani, artist german și pionier al muzicii electronice (Tangerine Dream), (n. 1944)
- 22 ianuarie: Tudor Opriș, 88 ani, scriitor român (n. 1926)
- 23 ianuarie: Abdullah bin Abdulaziz al-Saud (n. Abdullah bin Abdulaziz bin Abdulrahman bin Faisal bin Turki bin Abdullah bin Muhammad bin Saud), 90 ani, rege al Arabiei Saudite (2005-2015), (n. 1924)
- 25 ianuarie: Demis Roussos (n. Artemios Ventouris Roussos), 68 ani, cântăreț grec (Goodbye, My Love, Goodbye), (n. 1946)
- 27 ianuarie: Viorica Lascu, 96 ani, filolog și memorialist român (n. 1919)
- 27 ianuarie: Charles Hard Townes, 99 ani, fizician american, laureat al Premiului Nobel (1964), (n. 1915)
- 28 ianuarie: Yves Chauvin, 84 ani, chimist francez, laureat al Premiului Nobel (2005), (n. 1930)
- 29 ianuarie: Alexander Vraciu, 96 ani, aviator american de etnie română (n. 1918)
- 30 ianuarie: Jeliu Jelev, 79 ani, om politic bulgar, președinte al Bulgariei (1990-1997), (n. 1935)
- 30 ianuarie: Aureliu Leca, 74 ani, senator român (2000-2004), (n. 1940)
- 31 ianuarie: Richard von Weizsäcker, 94 ani, politician german, președinte al RFG (1984-1994), (n. 1920)